# Camille de Pazzis
Pour les articles homonymes, voir Seguins Pazzis d'Aubignan.
Camille de Pazzis, née Camille Adèle Léa de Seguins Pazzis d'Aubignan le 9 mars 1978 à Paris 14e, est une actrice française. Elle est principalement connue pour avoir joué dans la série La Vie devant nous et dans la série américaine Last Resort.

## Biographie
Camille de Pazzis est née le 9 mars 1978 à Paris 14e.

### Vie privée
De 2012 à 2014, elle est en couple avec l'acteur canadien Scott Speedman, rencontré sur le tournage de la série Last Resort.

## Carrière
Repérée par Jean-Paul Gaultier dans une rue de Paris, Camille de Pazzis commence une carrière de mannequin. Elle signe notamment un contrat pour Lancôme puis commence sa carrière d'actrice dans la série télévisée La Vie devant nous diffusée sur TF1.
Elle se tourne ensuite vers le cinéma, collaborant avec des réalisateurs comme Xavier Giannoli, Quand j'étais chanteur ou Rémi Bezançon, Le Premier Jour du reste de ta vie. Elle apparaît également dans le clip, Tombé pour elle de Pascal Obispo en 1994.
En 2012, elle est à l'affiche de la série américaine Last Resort, créée par Shawn Ryan.
En 2014, elle obtient un rôle récurrent dans la deuxième saison de la série américaine The Following, auprès de Kevin Bacon.

## Filmographie

### Cinéma

#### Longs métrages
- 2001 : Gamer de Patrick Levy : Nina
- 2006 : Quand j'étais chanteur de Xavier Giannoli : Jenifer
- 2007 : Mister Lonely d'Harmony Korine : Une nonne
- 2008 : Le Premier Jour du reste de ta vie de Rémi Bezançon : Moïra
- 2009 : Le Missionnaire de Roger Delattre : Maria
- 2010 : Comme les cinq doigts de la main d'Alexandre Arcady : Camille
- 2012 : Nono, het zigzag kind de Vincent Bal : Zohara
- 2019 : Where We Go from Here d'Anthony Meindl : Adele

### Télévision

#### Séries télévisées
- 2002 : La Vie devant nous : Inès Guérin
- 2003 : Les Enquêtes d'Éloïse Rome : Domino
- 2005 : Quai n°1 : Karen
- 2006 : Alex Santana, négociateur : Valérie
- 2009 : La vie est à nous : Marion
- 2009 : Pigalle, la nuit : Amandine
- 2010 : Nicolas Le Floch : Duchesse de Langremont / La Satin
- 2012 - 2013 : Last Resort : Sophie Girard
- 2015 : Hemlock Grove : Annie Archambeau
- 2014 : Following (The Following ) : Gisèle
- 2016 : Marvel : Les Agents du SHIELD (Marvel's Agents of S.H.I.E.L.D.) : Anon
- 2020 : Profilage : Roxane Chastaing
- 2020 - 2023  : Demain nous appartient : Alma Guérin
- 2022 : Astrid et Raphaëlle : Héléna Campbell

#### Téléfilm
- 2003 : La Deuxième Vérité de Philippe Monnier : Lucie Forest